# ジョハリの窓
ジョハリの窓（ジョハリのまど、英語: Johari window）とは自分をどのように公開ないし隠蔽するかという、コミュニケーションにおける自己の公開とコミュニケーションの円滑な進め方を考えるために提案された考え方。

## ジョハリの窓の誕生
1955年夏にアメリカにて催行された「グループ成長のためのラボラトリートレーニング」席上で、サンフランシスコ州立大学の心理学者ジョセフ・ルフト (Joseph Luft) とハリ・インガム (Harry Ingham) が発表した「対人関係における気づきのグラフモデル」を後に「ジョハリの窓」と呼ぶようになった。
ジョハリ (Johari) は提案した2人の名前を組み合わせたもので、ジョハリという人物がいる訳ではない。

## ジョハリの窓と自己の関係
自己には「公開されている自己」(open self) と「隠されている自己」(hidden self) があると共に、「自分は知らないが他人は知っている自己」(blind self) や「誰にも知られていない自己」(unknown self) もあると考えられる。
また、今日では「開かれた窓」(open self, open window)自分も他人もわかっている部分、「気づかない窓」(blind self, blind window)自分は気がついていないものの、他人からは見られている自己、「隠された窓」(hidden self, hidden window)自分は認識しているが、他人には知られていない部分、「未知の窓」(unknown self, unknown window)自分も他人も気づいていない部分、とも訳されている。
これらを障子の格子のように図解し、格子をその四角の枠に固定されていないものとして、格子のみ移動しながら考えると、誰にも知られていない自己が小さくなれば、それはフィードバックされているという事であるし、公開された自己が大きくなれば、それは自己開示が進んでいるととる事が出来るだろう。
コミュニケーション心理学や健康心理学などで頻繁に使用される考え方である。

## 関連文献
- Glover Toshiko, 小山田奈央「実習 心の四つの窓--ジョハリの窓を活用する (実習集)」『人間関係研究』第7号、南山大学、2008年、161-173頁、ISSN 13464620、NAID 110008721424。